# Anethum theurkauffii
Anethum theurkauffii je vrsta afričkog kopra, biljke iz porodice štitarki, koja raste jedino na zapadu Sahare u Mauritaniji, i možda u Maroku.